# Centrorhynchus undulatus
Centrorhynchus undulatus är en hakmaskart som beskrevs av Dollfus 1951. Centrorhynchus undulatus ingår i släktet Centrorhynchus och familjen Centrorhynchidae. Inga underarter finns listade i Catalogue of Life.